# Monongahela
La Monongahela ou Monongahéla, aussi désignée sous le régime français par les variantes Malangueulé (voire Mal-engueulée) ou Manangaîlé, est une rivière des États-Unis qui coule en Pennsylvanie et Virginie-Occidentale.
Elle rejoint l'Allegheny à Pittsburgh pour former l'Ohio. C'est donc un sous-affluent du Mississippi.

## Toponymie

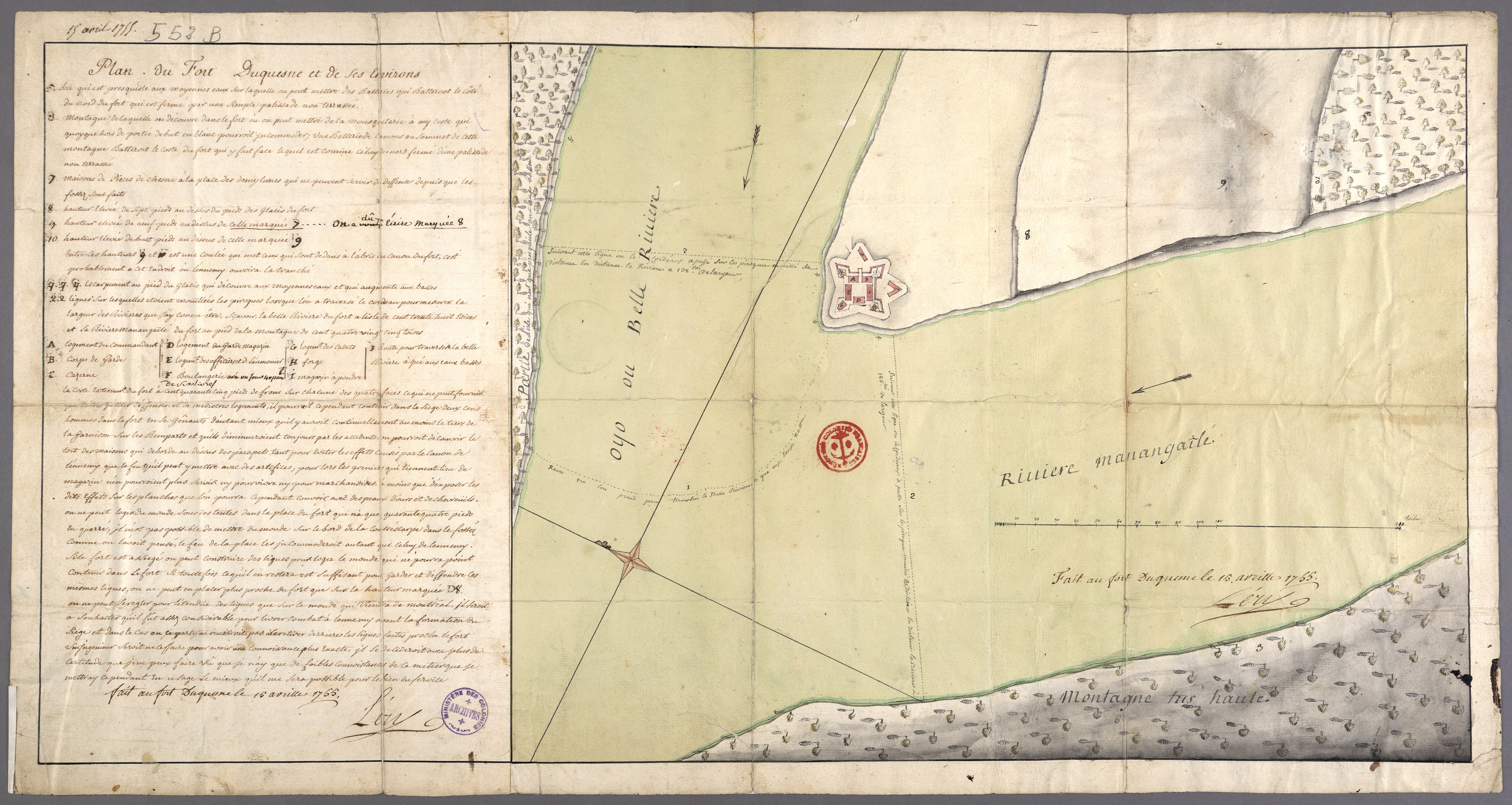
Un plan du fort Duquesne, avec indication du cours des eaux de la Manangaîlé (Monongahela).

Le mot "Monongalia" est une version latinisée du mot amérindien « Monongahela », qui signifie « les rives qui s'écroulent », en référence à l'instabilité géologique des rives de la rivière. Le missionnaire morave David Zeisberger expliquait ainsi ce nom : « Dans la langue amérindienne, le nom de cette rivière était Mechmenawungihilla, ce qui signifie une rive élevée, lessivée par l'eau et qui donc s'effondre. » Le mot a connu ensuite de nombreuses variantes historiques avant de se fixer définitivement: Malangueulé, Manangaîlé, Monaungahela River, Mehmannauwinggehla etc.

## Géographie
La longueur de son cours est de 206 km.
La Monongahela est formée par la confluence de la West Fork et de la Tygart à Fairmont. La rivière est navigable sur toute sa longueur grâce à une série d'écluses assurant une profondeur d'au moins 2,70 m. En Pennsylvanie, la Monongahela est rejointe par deux affluents majeurs, la Cheat, à Point Marion et par la Youghiogheny, à McKeesport. Elle rejoint l'Allegheny à Pittsburgh pour former l'Ohio, aussi appelée Irony river.

## Histoire
La vallée de la Monongahela, en 1755, fut le site de la fameuse bataille de la Monongahela lors de la guerre de Sept Ans, opposant Braddock à Daniel Liénard de Beaujeu et Jean-Daniel Dumas. L'expédition Braddock se termina par une cuisante défaite des Britanniques opposés aux Français et à leurs alliés Indiens. Elle vit ensuite la Révolte du Whisky (Whiskey Rebellion) de 1794.
Au XIXe siècle la Monongahela fut largement utilisée par l'industrie, en particulier par les usines de l'U.S. Steel.

## Débit
Le débit de la rivière Monongahela a été mesuré à Braddock dans le comté d'Allegheny (Pennsylvanie), non loin de son exutoire. La rivière y draine une surface de 18 988 km2 et son débit moyen y est de 359 m3/s. On en déduit que la tranche d'eau écoulée annuellement dans son bassin est de 596 mm, valeur élevée comparable à celle des autres cours d'eau qui drainent les Appalaches. Le débit mensuel de la rivière varie entre 682 m3/s en mars et 141 m3/s en septembre. Le débit record est de 5 900 m3/s mesuré le 20 janvier 1996.

## Pollution
71 000 forages d'exploitation de gaz de schiste sont actifs dans le bassin de cette rivière ; ils produisent une grande quantité d’eaux usées rejetées dans la rivière Monongahela, qui alimente plus de 800 000 personnes notamment dans la ville de Pittsburgh. Ces eaux usées sont radioactives à des taux qui peuvent atteindre 1.000 fois les limites autorisées pour l’eau de boisson.

## Photos

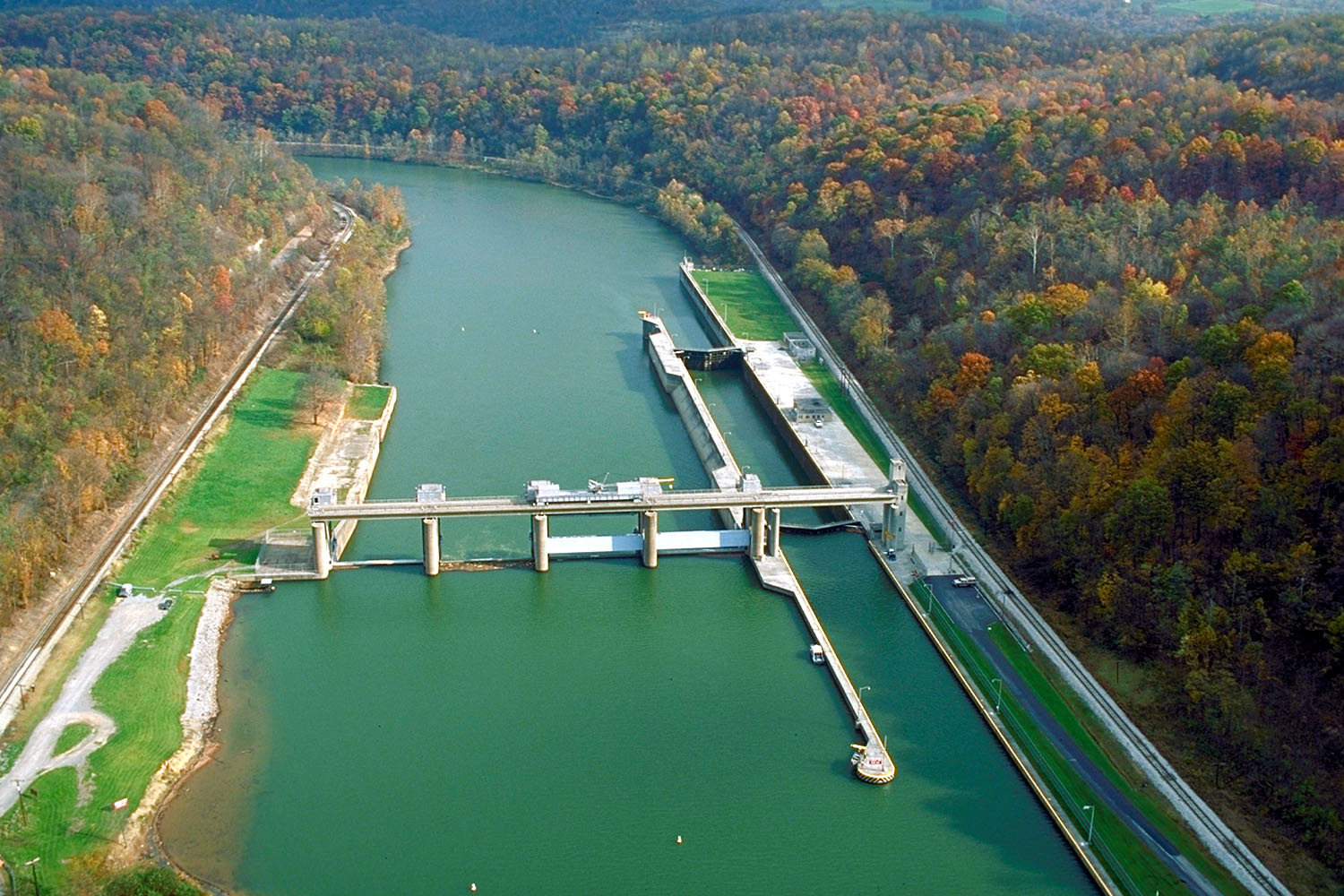
Écluse et barrage sur le cours de la Monongahela.
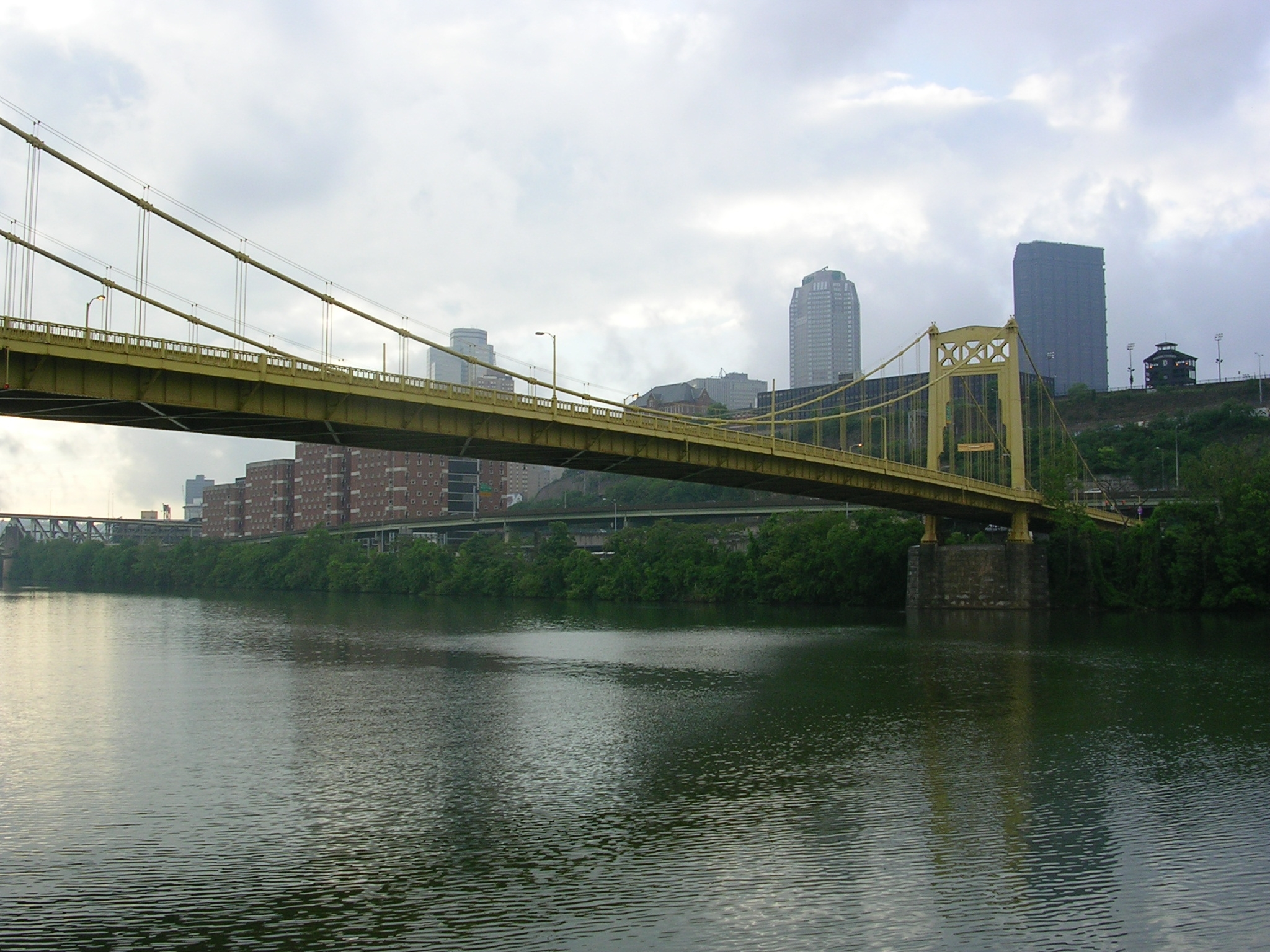
Pont franchissant la Monongahela à Pittsburgh.
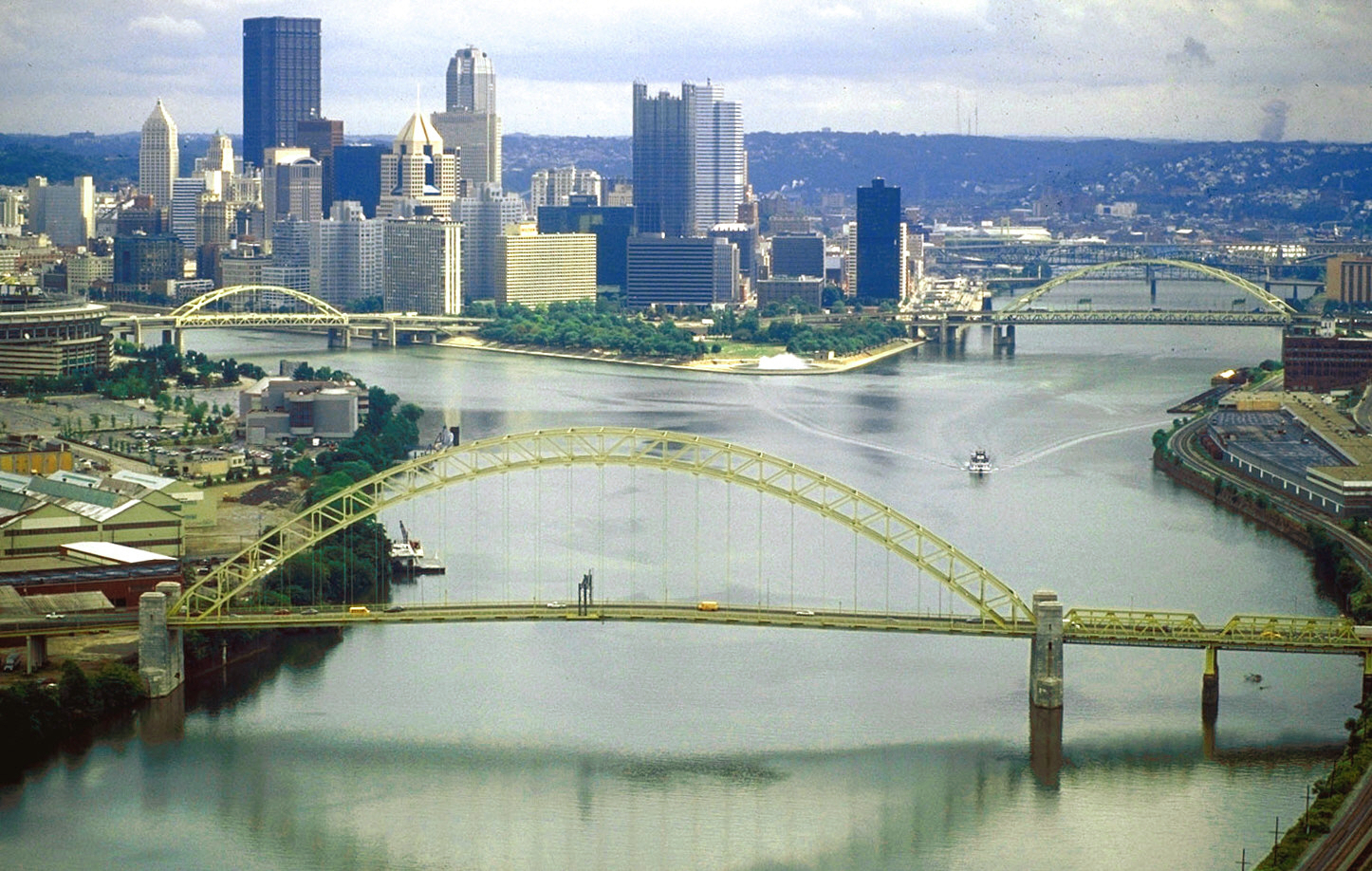
L'Allegheny et la Monongahela se rejoignent à Pittsburgh pour former l'Ohio.